# Time Travelers
Time Travelers ist ein Science-Fiction-Film aus dem Jahr 1976 mit Sam Groom, Tom Hallick und Richard Basehart. Das Drehbuch stammt von Jackson Gillis und Rod Serling. Produzent war Irwin Allen, der ein Remake der 1960er-Serie The Time Tunnel plante. Der Pilotfilm kam nicht gut genug an und wurde als ABC Movie of the Week ausgesendet.

## Handlung
Während einer Mardi-Gras-Parade in New Orleans erkrankt eine junge Frau an einem mysteriösen neuen Virus, der bisher nur als „XB“ bezeichnet ist. Dr. Clinton Earnshaw hat mehrere ähnliche Fälle diagnostiziert, ohne bisher eine Therapie gefunden zu haben, und befürchtet den Ausbruch einer Epidemie. In seinem Büro wird er von Jeff Adams überrascht, der Parallelen zu einer ähnlichen Epidemie vor über einem Jahrhundert aufzeigt, die damals als „Holzfieber“ bekannt war. Die Aufzeichnungen des Entdeckers Dr. Joshua P. Henderson wurden jedoch beim großen Brand von Chicago 1871 vernichtet.
Adams macht Earnshaw mit dem Nobelpreisträger und ehemaligen NASA-Administrator Dr. Amos Cummings und dessen Kollegin Dr. Helen Sanders bekannt, die mit Zeitreisen experimentieren. Umgehend werden Earnshaw und Adams, historisch gekleidet, aber mit modernen Instrumenten ausgestattet, in das Jahr 1871 geschickt, landen jedoch mitten in Chicago anstatt bei Hendersons Landhaus, näher an Ort und Zeitpunkt der Brandkatastrophe als geplant.
Sie finden Henderson und stellen sich als Kollegen aus Washington vor, die ihm zur Unterstützung zugewiesen worden seien, Henderson kann ihnen jedoch nicht erklären, warum seine Patienten überleben. Hendersons Tochter verliebt sich in Earnshaw, der ihre Zuneigung erwidert. Während das Feuer bereits wütet, versuchen Earnshaw und Adams, Hendersons Aufzeichnungen an sich zu bringen, werden jedoch von ihm überrascht und zur Rede gestellt, woraufhin ihm Adams die Virusproben in seinem modernen Mikroskop zeigt.
Schließlich finden Earnshaw und Adams die Lösung und erreichen gerade noch rechtzeitig ihren Abreisepunkt, wobei Earnshaw jedoch feststellt, dass er zwischenzeitlich selbst mit der Krankheit infiziert ist. Zurück in der Gegenwart des Jahres 1976 gelingt es, mit Hendersons Ergebnissen Earnshaw und die Patienten zu heilen. In der Schlussszene erfahren die Zeitreisenden, dass Henderson und seine Tochter bei dem Brand ums Leben gekommen sind.

## Weitere Verbreitung
Der Film wurde in Synchronfassung im Deutschen Fernsehen gezeigt.